# Chiesa di San Giovanni Evangelista (Reggio Emilia)
La chiesa di San Giovanni Evangelista, nota anche come San Giovannino, è un edificio di culto sito in piazza San Giovanni, nel centro storico di Reggio Emilia.

## Storia
I primi cenni sulla chiesa risalgono al XII secolo, anche se della struttura originale non è giunto a noi praticamente nulla. Fu ricostruita nel 1545 e, nel secolo successivo, affrescata dagli artisti che saranno poi impegnati nel cantiere della Basilica della Ghiara. 
Nel 1808 fu confiscata dal governo napoleonico e venduta all'asta al mercante Luigi Trivelli, proprietario del palazzo antistante la chiesa. Il figlio Giacomo adibì la chiesa a concimaia e le cappelle laterali a botteghe. L'erede conte Ferrante Palazzi Trivelli, nel 1896, cedette la chiesa alla Venerabile Confraternita dell'Immacolata Concezione e di San Francesco d'Assisi, la più antica ed esistente confraternita di Reggio, fondata nella seconda metà del XIII secolo e canonicamente eretta sin dal 1476, che tuttora la gestisce e la apre ai fedeli.

## Descrizione
La facciata, in cotto, è incompiuta, mentre la nicchia che l'adorna, al cui interno vi è il mosaico di Sant'Antonio di Padova, è del 1956. La chiesa presenta un'unica navata. Nella volta che congiunge la cupola con la porta maggiore vi sono affrescati in ordine Sconfitte del demonio, San Giovanni e Dio e Visione di San Giovanni. Tutti gli affreschi sono datati 1613, le abili prospettive illusionistiche sono del bresciano Tommaso Sandrini, le figure della volta, nella centrale di Lorenzo Franchi. La cupola, dotata di quattro finestroni e di altrettante statue in terracotta, è stata affrescata da Sisto Badalocchio che vi ha rappresentato il Ritorno di Cristo. L'artista ha liberamente tratto l'ispirazione dall'Ascensione dipinta dal Correggio nella cupola dell'Abbazia di San Giovanni Evangelista nella 'sua' Parma. Sono sempre del Badalocchio le quattro Virtù cardinali presenti nei pennacchi e le aquile presenti accanto ai finestroni. Nel catino del coro vi è l'affresco la Resurrezione, del lucchese Paolo Guidotti detto Il cavalier Borghese. Il quadro centrale del coro, ossia la Deposizione, è copia dell'omonimo quadro di Daniele da Volterra presente nella chiesa romana di Trinità dei Monti. Ai lati del presbiterio vi sono due grandi tele, il Miracolo di San Giovanni ed il Transito di San Giovanni, entrambe del 1614, opere del bolognese Alessandro Tiarini.

La seconda cappella di sinistra ospita un interessante gruppo scultoreo, denominato "La Pietà" ed attribuito a Guido Mazzoni. Si tratta di otto figure in terracotta dipinta, a grandezza poco meno che naturale. Intorno al Cristo morto, adagiato su un giaciglio, si trovano la Madonna, Maria Maddalena, Giovanni Evangelista e altri due dolenti, nonché due uomini che hanno in mano gli arnesi usati per la deposizione (martello, tenaglie). La diversa qualità di queste ultime figure rispetto alle altre suscita dubbi rispetto all'attribuzione di tutti i personaggi al Mazzoni, autore di numerosi altri gruppi analoghi.